# Pomplamoose
Pomplamoose ist ein amerikanisches Indie-Musik-Duo mit den Multiinstrumentalisten Jack Conte und Natalie Dawn Knutsen, die unter dem Namen Nataly Dawn auftritt. Die Band wurde im Sommer 2008 gegründet und verkaufte 2009 ihre Lieder ungefähr 100.000 Mal über das Internet.

## Etymologie
Der Name der Band leitet sich vom französischen Wort pamplemousse (Grapefruit) ab, beinhaltet aber ebenso das englische Wort "moose", was "Elch" bedeutet.

## Aufnahmen und Aufführungen
Trotz der Präsenz der Band, die hauptsächlich durch Video-Uploads über YouTube und MySpace besteht, und trotz der wenigen Live-Aufführungen, hat Pomplamoose auf ihrem YouTube-Kanal über 1 Mio. Abonnenten erreicht (Stand: Juni 2020). Die Musikgruppe gewann zum ersten Mal weitverbreitete Anerkennung, als ihre Videoausführung des Liedes Hail Mary auf der YouTube-Startseite vorgestellt wurde. Das Duo produzierte das im Februar 2010 erschienene Musikalbum von Julia Nunes.
Ihre Videos nehmen meistens die Gestalt eines „VideoSongs“ an, ein Medium, das Jack Conte mit zwei Regeln definiert:
1. Was gezeigt wird, hört man auch. (Kein Playback der Instrumente oder der Stimme)
2. Wenn es zu hören ist, ist es an einer Stelle im Video auch zu sehen. (Keine versteckten Geräusche)[5]

Am 11. April 2010 wurde die Band in der Sendung All Things Considered des US-amerikanischen Radiosenders National Public Radio interviewt. Conte erörterte die „glitterfreie“ Art und Weise, in der sie ihre Videos aufnehmen:
„I guess I kinda don't like how there's such a pedestal for music culture and especially for band culture, it just feels fake; it feels like smoke and mirrors. I feel like music doesn't have to be like that. It can be something that's very normal and very accessible.“ (Jack Conte)
„Ich glaube, ich mag es nicht, dass die Musikkultur und ganz besonders die Bandkultur dermaßen auf ein Podest gestellt werden, es fühlt sich falsch an; es fühlt sich mehr an wie Schall und Rauch. Ich denke, Musik muss nicht unbedingt so sein. Es kann etwas sein, das sehr normal und sehr zugänglich ist.“ (Jack Conte)
April 2010 wurde ihre Coverversion von „Mr. Sandman“ von The Chordettes in einem Werbespot für Toyotas Avalon benutzt. Der Werbespot spielte in einem Art-Déco-Bahnhof.
Die A1 Telekom Austria verwendete den Song außerdem für ihren Xmas-Werbespot im Herbst 2011.
Im September des Jahres 2010 nahm Pomplamoose ein Kooperationsstück mit Allee Willis auf, welches „Jungle Animal“ genannt wurde. Willis kontaktierte das Duo, nachdem sie Pomplamooses Cover des Liedes „September“ der Gruppe Earth, Wind and Fire gehört hatte, und bot ihnen an, das neue Lied zu schreiben.
Während der Weihnachtszeit 2010 trat Pomplamoose in verschiedenen Werbespots in ihrem Stil ihrer YouTube-Videos für Hyundai auf, indem sie ihre Version bekannter Weihnachtslieder wie „Adeste fideles“, „Jingle Bells“, „Up on the Housetop“ und „Deck the Halls“ spielten.
Pomplamoose begann mit einem wöchentlichen interaktiven Webcast „Hey, It's Pomplamoose: A Show about Pomplamoose and Other Things“ im Jahre 2011.

### Alben
- Pomplamoose (2009)
- Tribute to Famous People (2010)
- Pomplamoose: Season 2 (2014)
- Besides (2015)
- Hey It's Pomplamoose (2016)
- Winter Wishes (2018)
- Best of 2018 (2018)
- Best of 2019 (2020)
- Lucid Dreaming Soundtrack (2020)
- Invisible People (2020)
- Impossible à Prononcer (2021)
- Daft Pomp (2022)

### EPs
- 3 New Songs Woot! (2010)
- Christmas in Space (2010)
- Jungle Animal (feat. Allee Willis) (2010)
- Don't Stop Lovin Me (2012)

## Solo-Karrieren
Sowohl Conte als auch Dawn erhalten ihre Solo-Karrieren aufrecht; sie veröffentlichen Videos über YouTube und Lieder über den iTunes Store. Conte hat zwei EPs aufgenommen – Sleep in Color und Nightmares and Daydreams. Er veröffentlichte sie zusammen mit der Sammlung VideoSongs Volume I über den iTunes Store. Contes Gebrauch von Electro-Harmonix-Musikausrüstungen wurde von dem Unternehmen in mehreren Videos vorgestellt. Contes erster beachtenswerter Auftritt in den Mainstream-Medien war, als er seine Stimme dem „teenage boy“-Charakter im bekannten Videospiel Die Sims 2 verlieh. Conte erhielt zum ersten Mal weitverbreitete Aufmerksamkeit, als sein Video Yeah Yeah Yeah auf YouTubes Startseite vorgestellt wurde. Das Video, das in Stop-Motion animiert wurde, hat 800.000 Aufrufe erhalten (Stand: Januar 2012). Die Mehrzahl seiner neuen Musik ist als Singles auf YouTube in der Form der „VideoSongs“ (erklärt im Artikel Aufnahmen und Aufführungen) erschienen.
Kritiker haben Contes Solo-Karriere positiv bewertet. Sie lobten bewegende Stellen aus dem Liedtext aus Sleep in Color die kreative Vermittlung seiner „VideoSongs“ und seine Tendenz, sich seine eigene Nische im Internetmusikmarkt zu erschaffen.
Allerdings kritisierte das Amplifier-Magazin Contes Musikangabe,
„Hints of Conor Oberst, Radiohead, Patrick Watson, contemporary punk rock (screamo), radio power pop, and incalculable other singer-songwriters are more than borrowed, making for a short mishmash of electro rock.“
„Spuren von Conor Oberst, Radiohead, Patrick Watson, Screamo, Power Pop und von unzähligen anderen Singer-Songwriter sind mehr als geliehen, was für einen kurzen Electro-Rock-Mischmasch sorgt.“
Conte ist obendrein Gründer und CEO des Unternehmens Patreon.

### Diskographie Jack Conte
- Nightmares and Daydreams (2007)
- Sleep in Color (2008)
- VideoSongs Volume I (2008)
- VideoSongs Volume II (2008)
- VideoSongs Volume III (2008)
- VS4 (2011)